# Parametaphoxus fultoni
Parametaphoxus fultoni är en kräftdjursart som först beskrevs av T. Scott 1890.  Parametaphoxus fultoni ingår i släktet Parametaphoxus och familjen Phoxocephalidae. Inga underarter finns listade i Catalogue of Life.